# توروالد نیلسن
توروالد نیلسن (انگلیسی: Thorvald Nilsen; ۶ اوت ۱۸۸۱ – ۱۹ آوریل ۱۹۴۰) گردشگر اهل نروژ بود. همچنین برندهٔ جوایزی همچون نشان سنت اولاف شده‌است.